# Virginia State Trojans

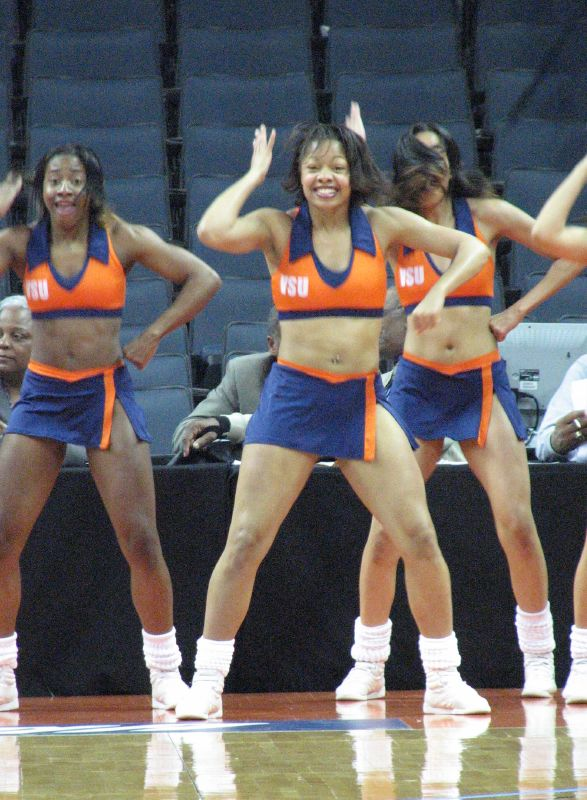
The Woo Woos, las cheerleaders de VSU.

Virginia State Trojans, también conocidos como VSU Trojans (español: los Troyanos de la Estatal de Virginia), es el nombre de los equipos deportivos de la Universidad Estatal de Virginia, situada en Ettrick, Virginia. Los equipos de los Trojans participan en las competiciones universitarias organizadas por la NCAA, y forman parte desde 1920 de la Central Intercollegiate Athletic Association.

## Programa deportivo
Los Trojans compiten en 7 deportes masculinos y en otros 7 femeninos:
| - Masculino - Baloncesto - Béisbol - Golf - Fútbol americano - Atletismo - Cross - Tenis | - Femenino - Baloncesto - Voleibol - Cross - Atletismo - Softball - Tenis - Bowling |

## Instalaciones deportivas
- Rogers Stadium es el pabellón donde disputan sus competiciones los equipos de baloncesto y voleibol. Tiene una capacidad para 3.200 espectadores.[1]

- Alumni Memorial Stadium es el estadio donde disputan sus encuentros el equipo de fútbol americano y el atletismo. Tiene una capacidad para 7.909 espectadores y fue inaugurado en 1950.[1]